# La otra alcoba
La otra alcoba, internacionalment The other bedroom, és una pel·lícula realitzada el 1976. Dirigida per Eloy de la Iglesia és la novena obra del realitzador basc però la primera rodada després de la mort de Francisco Franco. Això no va impedir que tingués problemes amb la censura cinematogràfica encara vigent. Interpretada en els seus rols principals per Amparo Muñoz (qui va efectuar el seu primer nu en pantalla en aquesta pel·lícula) Patxi Andión i Simón Andreu, és un film de gènere dramàtic amb elements de comèdia.

## Argument
Marcos (Andreu), un important empresari que treballa a Madrid posseeix una vida acomodada. Ric, ambiciós i amb aspiracions polítiques està casat amb Diana (Muñoz). No obstant això la seva vida matrimonial es veu afectada pel fet que no tenen fills, malgrat els intents durant anys per concebre'ls o a plantejar-se l'opció de l'adopció internacional. Diana, decidida a tenir un fill biològic i després de fer-se proves amb el seu ginecòleg que revelen la seva fertilitat, ha d'afrontar que Marcos és estèril. Per això comença a fixar-se en Juan (Andión) un atractiu treballador d'una gasolinera. Juan, un home de classe treballadora que ha estat estalviant diners per mudar-se a un apartament amb la seva xicota, Charo (Ríos) empleada d'una agència de viatges, i amb qui està a un mes de casar-se. Un incident mecànic al cotxe de Diana, solucionat per Juan, és el detonant que desencadenarà una forta atracció sexual entre tots dos.
Eduardo (Merino), un dels amics rics de Marcos, sempre ha desitjat a la bella Diana qui, en canvi, no li ha prestat mai atenció. Aprofitant un viatge de negocis a l'estranger de Marcos, Eduardo convida a Diana a una discoteca on coincideixen amb Juan i la seva xicota Charo. Aquesta nit Diana té un somni eròtic amb Juan. L'endemà, Diana visita Juan a la gasolinera on treballa i comencen a sortir. Aviat s'embarquen en una relació sexual apassionada. Encara que Juan s'obre a Diana, i li parla de la seva vida, ella no revela detalls del seu dia a dia. Les diferències d'experiències i de classe social ràpidament es fan evidents entre els amants. Marcos, després d'una època de treball dur, planeja un viatge de plaer a una estació d'esquí amb Diana. Una vegada allí Diana no pot oblidar a Juan.
A mesura que la relació amb Diana es fa evident Juan pateix els xafardeigs i burles de Sebas (Lage) el seu jove company de treball. Quan Diana torna del seu viatge a la muntanya, torna a cridar a Juan i es reuneixen a l'habitació d'un hotel. Per llavors Juan ja està profundament enamorat i li agradaria mantenir una relació més compromesa amb Diana, però ella roman distant. Baena, el cap de l'agència de viatges on treballa Charo, coincideix amb el seu amant en el mateix hotel que Diana i Juan utilitzen per les seves trobades clandestines. Li revela a Charo que el seu xicot està mantenint un romanç i, com a conseqüència, Juan i Charo tenen una forta discussió que acaba amb la ruptura del seu compromís.
Diana descobreix que, finalment, està embarassada arran de les seves trobades amb Juan. Ella, feliç de complir amb el seu desig, li revela a Juan que està casada, que està encinta i trenca la relació. Diana no estava enamorada de Juan. Només l'utilitzava per concebre el nen que ella volia. A continuació Diana confessa la veritat al seu desconcertat espòs. Marcos, preocupat per sofrir un escàndol que pugui perjudicar els seus negocis i les seves aspiracions, davant l'evidència de no voler perdre a la seva esposa accepta la situació fredament i organitza una trobada amb la seva esposa i el seu examant. A canvi del seu silencia Marcos li ofereix diners a Juan, qui es nega a acceptar-los i finalment els dos homes acaben barallant-se a cops de puny.
Quan els plans semblen sortir-li bé Diana sofreix un avortament i cau en una depressió. Juan torna amb Charo qui, molt enamorada, li perdona la seva infidelitat i reactiven els seus plans de noces. Uns pinxos enviats per Marcos li claven una bona pallissa a Juan per deixar-li clar que ha d'oblidar el passat i la relació que va mantenir amb Diana. Finalment Diana, sortint de la seva depressió, es fixa en un jove atleta que acaba de guanyar un concurs de natació. Marcos observa amb aquiescència des de la distància.

## Repartiment
- Patxi Andión - Juan
- Amparo Muñoz - Diana
- Simón Andreu - Marcos
- Ricardo Merino - Eduardo
- Yolanda Ríos - Charo
- Chacho Lage - Sebas
- Vicky Lagos - Dama
- Juan Sala - Pablo
- Eva León - Dona
- Alberto Bové - Baena
- José Luis Chinchilla - Individu
- Manuel Ayuso - Cap de gasolinera
- Camino Delgado - Senyora
- Pilar Vela - Monja
- Antonio del Real - Cambrer

## Producció
Rodada a localitzacions de Madrid La otra alcoba va obtenir un notable èxit comercial: va registrar més d'1.400.000 espectadors durant la seva passada per les cartelleres. Destaca per comptar amb una parella d'actors que, en la vida real, mantenien una relació de parella en aquell moment encara que es van divorciar en 1983: Amparo Muñoz, ex-Miss Univers, i Patxi Andión. Tots dos mostren escenes pujades de to, concorde a altres produccions que començaven a realitzar-se després de la mort de Franco. Simón Andreu, un altre dels personatges principals de la pel·lícula, afirmava respecte a la producció:
| «                                                                        | "El venia sempre als rodatges amb els deures fets, amb els guions apresos. No incloïa notes, com fan uns altres, però ell ja sabia el que anava a fer. Treballar amb Eloy de la Iglesia era un goig, ell ja portava la pel·lícula rodada des de casa. Quan arribava als rodatges, col·locava les càmeres i tot sortia sobre rodes, sense titubejos, era com si hagués somiat la pel·lícula, com si la tingués al cap. I era molt eficaç, rodava gairebé exclusivament el que necessitava, almenys en els començaments de la seva carrera." | » |
| — Simón Andreu sobre La otra alcoba al diari La Opinión de Murcia (2017) | |   |

## Recepció
La pel·lícula compta amb opinions bastant neutres en els portals d'informació cinematogràfica. A IMDb, basant-se en 31 vots, obté una puntuació de 6,1 sobre 10. A FilmAffinity Espanya només aconsegueix un 4,7 sobre 10 calculant-se sobre 171 vots.
En l'edició publicada el 6 de març de 1992 del diari El País es ressenya sobre el film "Eloy de la Iglesia mai desaprofita l'oportunitat de colar el missatge social, que aquí es resumeix a acusar d'impotència als rics i d'homenia als pobres. Ni que fos Pasolini". No obstant això, Jordi Battle, en l'edició del 17 de maig de 1987 del mateix periòdic va afirmar: "No és La otra alcoba, ni des de lluny, la millor pel·lícula del director Eloy de la Iglesia, però posseeix aquesta frescor que caracteritza els seus productes, nascuts sens dubte de la desimboltura amb què es pren les seves propostes cinematogràfiques, sempre agarrades oportunament del calendari. En aquest cas es tracta d'exposar una relació triangular on el marit és multimilionari i estèril i l'amant, emprat en una gasolinera, pobra i molt fèrtil".